# Paulo majora canamus
Paulo majora canamus é uma frase latina que significa literalmente "Cantemos coisas mais altas".
Significa deixar as coisas pequenas e passar às mais elevadas, tendo sido usada nas "Bucólicas" de Virgílio. É ainda o lema da Ordem dos Engenheiros Técnicos (OET) (Portugal).